# Can Puigoriol
Can Puigoriol és una obra del municipi de Teià (Maresme) inclosa en l'Inventari del Patrimoni Arquitectònic de Catalunya.

## Descripció
Antiga masia de planta basilical reformada. Conserva perfectament l'estructura original, formada per un cos central elevat, cobert per una teulada a dues vessants, i dos cossos laterals més baixos, coberts amb una sola vessant. La façana, en canvi, es troba totalment reformada amb un estil neoclàssic. El cos central és coronat per un frontó triangular, que inscriu uns motius vegetals simples i sota del qual hi ha la inscripció "ANY 1899", i separat dels cossos laterals per dues bandes estriades.
Consta de planta baixa i dos pisos, separats entre ells per una línia de cornises. La planta baixa presenta la porta d'accés i dos finestrals amb els elements estructurals destacats. El primer pis té tres balcons, amb llindes motllurades i resseguides per bordons plans tot al seu voltant. Aquesta estructura es repeteix al segon pis, on s'obren dues finestres laterals de mida mitjana i una finestra central de doble cos, amb un parell de mainells de cantons aixamfranats.
A la banda esquerra de la casa hi ha un cos de dues plantes i teulada plana que condueix a la capella per l'interior d'aquesta.
Els angles de la casa estan reforçats per carreus de pedra.

## Història
La reforma de l'antiga masia fou duta a terme el 1899, data que apareix inscrita a la façana principal, sota el frontó que la corona.